# Matija Nastasić
Matija Nastasić (en serbe en écriture cyrillique : Матија Настасић), né le 28 mars 1993 à Valjevo en Yougoslavie (aujourd'hui en Serbie), est un footballeur international serbe qui évolue au poste de défenseur central au CD Leganés.

## Biographie

### En club

#### Partizan Belgrade (2008-2011)
Après avoir touché ses premiers ballons à l’école et fait ses premières gammes au ZSK puis au FK Budućnost Podgorica, Nastasić a bien attiré l'attention des recruteurs de l'Étoile Rouge et du Partizan Belgrade, pour lequel il s'est engagé à l'âge de 15 ans en 2008. Ses performances au sein des équipes de jeunes des noir et blanc lui ont même permis d'intégrer la sélection serbe des moins de 17 ans et d’en porter le brassard de capitaine dès 2009, statut qu'il a d'ailleurs conservé chez les moins de 19 ans, puis chez les moins de 21 ans. Mais cela ne lui a pas offert une place au sein de l'équipe première du Partizan pour autant.
Les dirigeants du club de Belgrade ont donc décidé de le prêter au FK Teleoptik, un club de deuxième division, au début de l'année 2010. De retour l'été suivant, il a croisé une première fois la route de Stefan Savic, tout juste recruté par le Partizan et alors présenté comme le grand espoir du club en défense centrale. Confronté à cette concurrence, Nastasic a de nouveau été prêté au FK Teleoptik. Et son club formateur ne l'a jamais revu.
En quelques mois de D2 serbe, le jeune défenseur a réalisé des prestations suffisamment brillantes pour taper dans l'œil des plus grands clubs. Étaient notamment intéressés Manchester United, sur les conseils de son compatriote Nemanja Vidic, mais aussi le Real Madrid et la Juventus Turin. Grâce au travail de son directeur sportif, Pantaleo Corvino, c'est finalement le club italien de la Fiorentina qui obtiendra sa signature. La Viola a trouvé un accord pour que Nastasic termine la saison avec le FK Teleoptik, avant de rejoindre le club toscan l'été suivant, pour une somme estimée à environ 2,5 millions d’euros. Alors que sa carrière se résumait alors à une grosse vingtaine de matches de D2 serbe 

#### ACF Fiorentina (2011-2012)
Son arrivée n’était pas censée prendre un envol immédiat à Florence.[Quoi ?] La Fio avait plutôt l'intention de prêter le jeune joueur de 18 ans mais, dès le stage de pré-saison, son entraîneur Sinisa Mihajlovic a vu en Nastasic des qualités qui pouvaient en faire un élément de l'équipe première. Il l'a ainsi fait débuter le 11 septembre 2011 face à Bologne pour une victoire 2-0. Ce n'est cependant pas sous les ordres de son compatriote que le défenseur serbe a explosé. Licencié en novembre pour des résultats décevants, Mihajlovic a cédé sa place à Delio Rossi, qui a eu droit à un baptême de feu face au champion en titre, l'AC Milan. Confronté aux absences de Cesare Natali et Per Krøldrup, l'entraîneur italien n'a pas hésité à titulariser Nastasic en défense centrale en lui assignant une tâche délicate : le marquage du Suédois Zlatan Ibrahimović. Le buteur milanais n'a pas vu le jour, et la Fiorentina a fait match nul sur le score de 0-0. "Une étoile est née", écrivait la Gazzetta dello Sport le lendemain au sujet du jeune défenseur de la Viola.
Cette performance a constitué un tournant dans la carrière de Nastasic. Derrière, le Serbe n'a quasiment plus jamais quitté le onze de départ de la Fiorentina. Titularisé à 21 reprises sur la suite de la saison, il en a profité pour exprimer l'étendue de ses qualités et de son potentiel. "Je ne laisse jamais l’anxiété me gagner. Je suis un footballeur calme, j'essaie de ne jamais perdre patience. Ce sont des qualités fondamentales à mon poste", a-t-il expliqué à l'époque au Corriere dello Sport.
Le Serbe dispute son dernier match avec la Fiorentina, face à l'Udinese Calcio qui se termine sur le score de 2-1.

#### Manchester City (2012-2015)
Le club anglais de Manchester City obtenient la signature de Nastasic dans la dernière journée du mercato 2012. En échange, la Viola a récupéré 16 millions d'euros plus Stefan Savic, qui l'avait plus ou moins poussé vers la sortie au Partizan Belgrade deux ans auparavant. À l'inverse du Monténégrin, Nastasic a immédiatement trouvé ses marques à City. Il a débuté à peine trois semaines après avoir signé un contrat de cinq ans avec les Citizens lors de la défaite subie face au Real Madrid en Ligue des champions 3-2. La première titularisation d’une longue série. Après avoir disputé son premier match en Premier League lors de la victoire face à Fulham 1-2, il a ainsi démarré les huit rencontres disputées par son équipe en novembre. Et s'est montré assez performant pour être élu joueur du mois par les supporters de City. 
À 19 ans, Nastasic connaît une ascension phénoménale avec le champion d'Angleterre, au point d'avoir dépassé Kolo Touré et Joleon Lescott dans la hiérarchie des centraux. Il en est le premier surpris. "Je suis fier parce que Joleon est un grand joueur, tout comme Kolo. Je suis ravi de la façon dont je me suis adapté au football anglais et tout va bien pour le moment. Mais je ne m'attendais pas à ce que cela arrive aussi vite, en tout cas pas dans les six premiers mois. Lors de mes deux premiers matches, je me suis rendu compte que je pouvais m’imposer et jouer mon jeu. C'est ce qui m'a donné confiance", expliquait-il le mois dernier . Et City se félicite d'avoir recruté celui qui est le meilleur tacleur de la Premier League à l'heure actuelle avec 95 % de réussite dans l'exercice. "Il a le mental d’un ancien et les jambes d'un jeune. Il lui a fallu deux matches pour apprendre le foot anglais, mais il a fait ça très rapidement", affirmait déjà en novembre David Platt, l'adjoint de Roberto Mancini. Il demande des conseils à Nemanja Vidic et apprend aux côtés de Vincent Kompany.
Le 10 janvier 2015, il est annoncé tout proche de quitter Manchester City pour Schalke 04.

#### Schalke 04 (2015-2021)
Le 12 janvier 2015, il rejoint officiellement le club allemand de Schalke 04 pour un prêt avec option d'achat. Le 11 mars 2015, cette option d'achat est levée par Schalke 04.
Lors d'une défaite de Schalke 04 à Hambourg (2-3), Matija Nastasic sort blessé en seconde période. Son club annonce qu'il souffre d'une déchirure du ligament croisé postérieur au genou droit et qu'il serait absent entre deux et trois mois. Sa saison 2017-2018 est donc terminée et sa présence pour la Coupe du monde 2018 est rendue très incertaine.

### En sélection
Devenu incontournable avec la Fiorentina, Nastasic obtient sa première sélection face à Chypre qui se termine sur un 0-0, le 29 février 2012, en amical, se distinguant notamment en sauvant un tir adverse sur sa ligne de but. Il a joué tous les matchs titulaire en défense central aux côtés de Milan Biševac ou Branislav Ivanović depuis les qualifications pour la Coupe du monde 2014 au Brésil. En septembre 2018, il déclare qu'il ne joura plus pour la sélection serbe car il n'a pas été contacté pour jouer la ligue des nations

## Style de jeu
Très solide physiquement, impeccable dans ses interventions aériennes ou au sol, redoutable tacleur et très bon relanceur, le gaucher serbe est surtout stupéfiant de calme et de contrôle compte tenu de son âge.

## Statistiques
| Saison                | Club                  | Championnat           | Championnat | Championnat | Coupe nationale | Coupe nationale | Coupe de la Ligue | Coupe de la Ligue | Supercoupe | Supercoupe | Compétition(s) continentale(s) | Compétition(s) continentale(s) | Compétition(s) continentale(s) | Total | Total |
| Saison                | Club                  | Division              | M.          | B.          | M.              | B.              | M.                | B.                | M.         | B.         | Comp.                          | M.                             | B.                             | M.    | B.    |
| 2009-2010             | FK Teleoptik (prêt)   | Prva Liga             | 9           | 0           | -               | -               | -                 | -                 | -          | -          | -                              | -                              | -                              | 9     | 0     |
| 2010-2011             | FK Teleoptik (prêt)   | Prva Liga             | 12          | 0           | -               | -               | -                 | -                 | -          | -          | -                              | -                              | -                              | 12    | 0     |
| Sous-total            | Sous-total            | Sous-total            | 21          | 0           | -               | -               | -                 | -                 | -          | -          | -                              | -                              | -                              | 21    | 0     |
| 2011-2012             | ACF Fiorentina        | Serie A               | 25          | 2           | 2               | 0               | -                 | -                 | -          | -          | -                              | -                              | -                              | 27    | 2     |
| 2012-2013             | ACF Fiorentina        | Serie A               | 1           | 0           | 1               | 0               | -                 | -                 | -          | -          | -                              | -                              | -                              | 2     | 0     |
| Sous-total            | Sous-total            | Sous-total            | 26          | 2           | 3               | 0               | -                 | -                 | -          | -          | -                              | -                              | -                              | 29    | 2     |
| 2012-2013             | Manchester City       | Premier League        | 21          | 0           | 3               | 0               | 1                 | 0                 | -          | -          | C1                             | 5                              | 0                              | 30    | 0     |
| 2013-2014             | Manchester City       | Premier League        | 13          | 1           | 2               | 0               | 1                 | 0                 | -          | -          | C1                             | 4                              | 0                              | 20    | 1     |
| 2014-2015             | Manchester City       | Premier League        | -           | -           | -               | -               | -                 | -                 | 1          | 0          | C1                             | -                              | -                              | 1     | 0     |
| Sous-total            | Sous-total            | Sous-total            | 34          | 1           | 5               | 0               | 2                 | 0                 | 1          | 0          | -                              | 9                              | 0                              | 51    | 1     |
| 2014-2015             | Schalke 04 (prêt)     | Bundesliga            | 16          | 0           | -               | -               | -                 | -                 | -          | -          | C1                             | 2                              | 0                              | 18    | 0     |
| 2015-2016             | Schalke 04            | Bundesliga            | 1           | 0           | 1               | 1               | -                 | -                 | -          | -          | C3                             | -                              | -                              | 2     | 1     |
| 2016-2017             | Schalke 04            | Bundesliga            | 22          | 0           | 3               | 0               | -                 | -                 | -          | -          | C3                             | 10                             | 0                              | 35    | 0     |
| 2017-2018             | Schalke 04            | Bundesliga            | 24          | 0           | 3               | 0               | -                 | -                 | -          | -          | -                              | -                              | -                              | 27    | 0     |
| 2018-2019             | Schalke 04            | Bundesliga            | 28          | 1           | 3               | 1               | -                 | -                 | -          | -          | C1                             | 6                              | 0                              | 37    | 2     |
| 2019-2020             | Schalke 04            | Bundesliga            | 16          | 0           | 4               | 0               | -                 | -                 | -          | -          | -                              | -                              | -                              | 20    | 0     |
| 2020-2021             | Schalke 04            | Bundesliga            | 15          | 0           | 3               | 0               | -                 | -                 | -          | -          | -                              | -                              | -                              | 18    | 0     |
| Sous-total            | Sous-total            | Sous-total            | 122         | 1           | 17              | 2               | -                 | -                 | -          | -          | -                              | 18                             | 0                              | 157   | 3     |
| 2021-2022             | ACF Fiorentina        | Serie A               | 5           | 0           | 1               | 0               | -                 | -                 | -          | -          | -                              | -                              | -                              | 6     | 0     |
| 2022-2023             | ACF Fiorentina        | Serie A               | -           | -           | -               | -               | -                 | -                 | -          | -          | C4                             | 1                              | 0                              | 1     | 0     |
| Sous-total            | Sous-total            | Sous-total            | 5           | 0           | 1               | 0               | 0                 | 0                 | 0          | 0          | -                              | 0                              | 0                              | 6     | 0     |
| 2022-2023             | RCD Majorque          | LaLiga                | 13          | 1           | 3               | 0               | -                 | -                 | -          | -          | -                              | -                              | -                              | 16    | 1     |
| 2023-2024             | RCD Majorque          | LaLiga                | 17          | 1           | 5               | 0               | -                 | -                 | -          | -          | -                              | -                              | -                              | 22    | 1     |
| Sous-total            | Sous-total            | Sous-total            | 30          | 2           | 8               | 0               | 0                 | 0                 | 0          | 0          | -                              | 0                              | 0                              | 38    | 2     |
| Total sur la carrière | Total sur la carrière | Total sur la carrière | 238         | 6           | 34              | 2               | 2                 | 0                 | 1          | 0          | -                              | 28                             | 0                              | 303   | 8     |

## Palmarès
| Manchester City (1)                                                     | Schalke 04                                       |
| ----------------------------------------------------------------------- | ------------------------------------------------ |
| - Championnat d'Angleterre (1) - Champion : 2014 - Vice-champion : 2013 | - Championnat d'Allemagne - Vice-champion : 2018 |